# Jan z Vercelli
Bł. Jan z Vercelli (właśc. Jan Garbella, Giovanni Garbella, Giovanni de Vercelli, ur. ok. 1205 w Mosso Santa Maria w Piemoncie, zm. 30 listopada 1283 w Montpellier we Francji) – włoski dominikanin, generał zakonu w latach 1264–1283.

## Życiorys
W wieku kilkunastu lat wyjechał do Paryża, gdzie studiował prawo cywilne i kanoniczne. Po ukończeniu studiów nauczał przez jakiś czas na macierzystej uczelni, po czym powrócił w rodzinne strony, do Vercelli, aby na tamtejszym uniwersytecie objąć katedrę prawa. Któregoś dnia 1232 r. do Vercelli zawitał Jordan z Saksonii, ówczesny generał zakonu dominikanów, słynący z płomiennych kazań i szczególnego wpływu zarówno na studentów, jak i wykładowców akademickich. Temu wpływowi uległ również młody Jan, choć niektóre przekazy mówią, że początkowo aktywnie występował przeciw kazaniom Jordana. Z rąk generała otrzymał dominikański habit, po czym wyjechał do Bolonii, aby przygotować się do kapłaństwa. W 1245 r. wrócił do Vercelli, gdzie założył klasztor dominikanów, podówczas zakonu wciąż jeszcze bardzo młodego (papież Honoriusz III zatwierdził jego regułę w 1216 r.). Sześć lat później został mianowany papieskim inkwizytorem w Wenecji i wschodniej Lombardii.
W 1255 generał Humbert z Romans mianował Jana wikariuszem Węgier, wówczas pustoszonych przez Tatarów. Ten szybko jednak wrócił do Włoch, gdzie został najpierw przeorem w Bolonii, a potem prowincjałem Lombardii.
Wiosną 1259 r. Jan z Vercelli wziął udział w kapitule generalnej, której ustalenia wywarły wpływ nie tylko na sam zakon, ale na cały Kościół katolicki. Kapituła zdecydowała bowiem o reorganizacji studiów dominikańskich, a zadanie to powierzono Albertowi Wielkiemu, Tomaszowi z Akwinu i Piotrowi z Tarentaise (późniejszemu papieżowi Innocentemu V). Na opracowanym przez nich systemie do dziś oparte jest kształcenie w katolickich seminariach.
Na kolejnej kapitule, w 1264 r. w Paryżu, Jan z Vercelli został wybrany generałem zakonu dominikanów. Podczas swoich rządów w zakonie rozwijał kult Najświętszego Imienia Jezus, stłumił zarzewie herezji wśród angielskich dominikanów, często podróżował i wizytował klasztory w całej Europie. Podczas jednej z takich podróży zaniemógł dwa dni drogi od Montpellier w południowej Francji. Zaniesiony do miasta, do klasztoru cystersów, zmarł po kilku dniach. Został pochowany w mieście.
Jego grób został zbezczeszczony przez kalwinistów w 1562. Doczesne szczątki zaginęły co zgodnie z prawem kanonicznym znacznie utrudnia procesy: beatyfikacyjny i kanonizacyjny. Mimo to papież Pius X uznał go za błogosławionego w 1903 r.